# Xã Rushville, Quận Schuyler, Illinois
Xã Rushville (tiếng Anh: Rushville Township) là một xã thuộc quận Schuyler, tiểu bang Illinois, Hoa Kỳ. Năm 2010, dân số của xã này là 2.722 người.